# Alma-Marceau
Alma-Marceau è una stazione della linea 9 della metropolitana di Parigi.

## La stazione

### Origine del nome
La stazione trae il suo nome dal ponte e dalla place de l'Alma oltre che da l'avenue Marceau, che richiamano rispettivamente:
- la battaglia dell'Alma, risoltasi con la vittoria dei franco-britannici contro i russi nel 1854 in Crimea;
- il generale François Séverin Marceau-Desgravier (1769 - 1796), che combatté la rivolta realista della Vandea durante la Rivoluzione francese.

## Interconnessioni
- Bus RATP - 42, 63, 72, 80, 92, Balabus
- RER C dalla stazione Pont de l'Alma (sita sull'altra imboccatura del pont de l'Alma)

## Nelle vicinanze
- Avenue George V